# نووا وس پود پلشی
نووا وس پود پلشی (به چکی: Nová Ves pod Pleší) یک منطقهٔ مسکونی در جمهوری چک است که در ناحیه پریبرام واقع شده‌است.